# ViVa TV
美好家庭購物股份有限公司（英語：Shopnet Homeshopping Co., Ltd.，縮寫：ViVa TV，簡稱：美好家庭購物）為台灣的電視購物頻道。

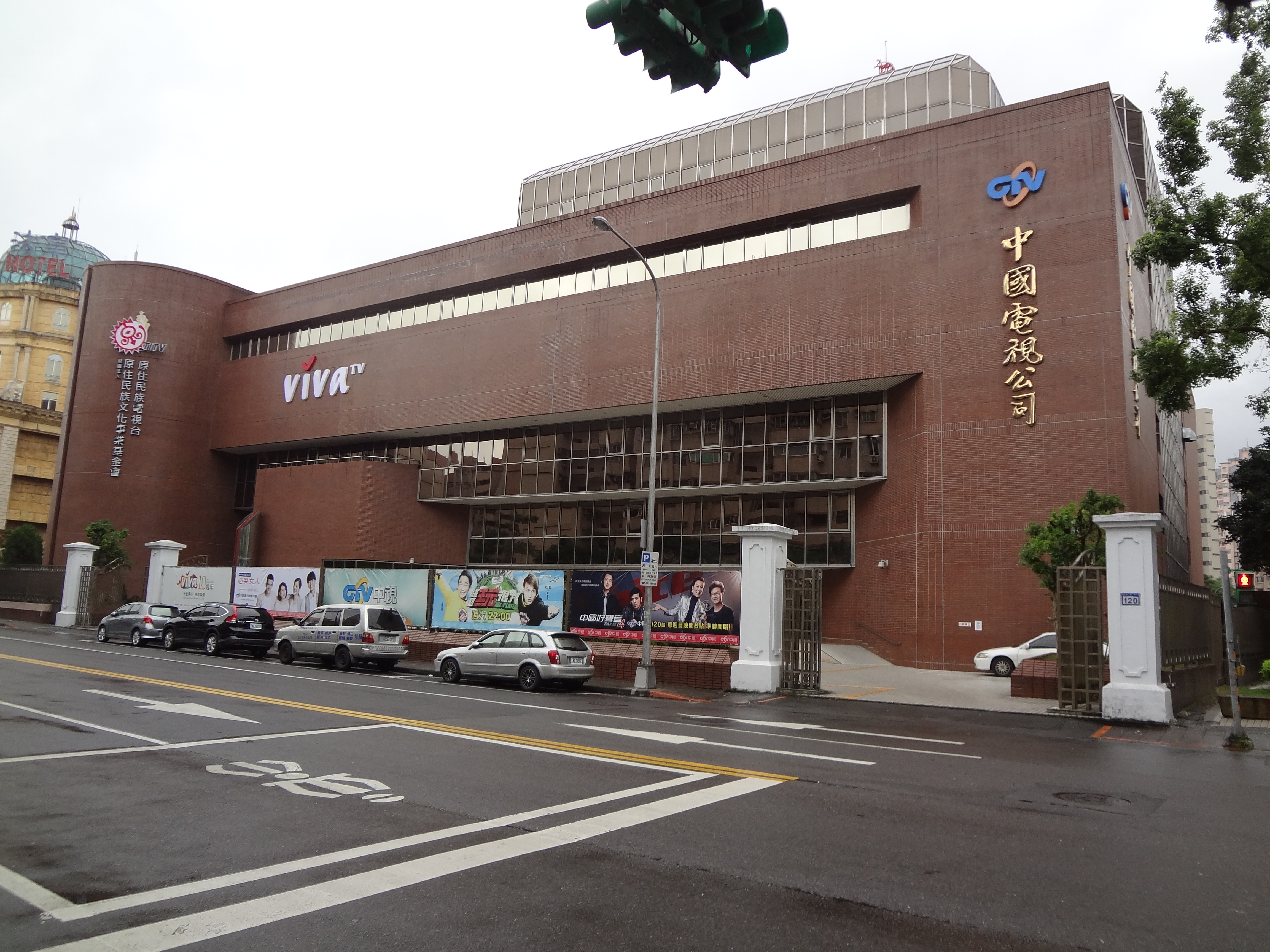
ViVa TV總部設於中國電視大廈6樓

## 歷史
- 2004年12月底，中信集團以新台幣10億元收購電視購物頻道「富躍購物」（Evergreen Marketing Consultant）之經營者「富躍製作有限公司」[4][5]。
- 2005年8月11日，富躍購物改為「ViVa TV」正式開播，由「英屬維京群島商中購媒體科技股份有限公司」經營。
- 2006年1月，ViVa TV定頻有線電視第59頻道。
- 2009年3月，三井物產入主中購媒體科技。
- 2011年8月，中購媒體科技改組為「美好家庭購物股份有限公司」。
- 2014年5月，美好家庭購物由京城銀行董事長戴誠志家族接手經營至今。
- 2015年，美好家庭購物總部從台北市內湖區瑞湖街17號6樓（文金大樓）遷入台北市南港區中國電視大廈6樓。
- 2017年1月24日中午，ViVa TV於中華電信MOD上架，頻道號碼與有線電視相同。
- 2018年底，台北市中正區忠孝東路二段9號中國電器舊總部賣給美好家庭購物，交易金額新台幣12.8億元[6]。

## 外部連結
- ViVa美好購物網 （页面存档备份，存于）（繁體中文）
- 台灣公司資料
- ViVa美好購物的Facebook專頁（繁體中文）
- ViVa美好購物的Instagram帳戶
- YouTube上的ViVa TV美好家庭購物頻道
- 397 美好2台－中華電信 MOD 網站 （页面存档备份，存于）